# 요시다 야스시
요시다 야스시(일본어: 吉田 靖, 1960년 8월 9일 ~ )는 일본의 전직 축구 선수이자 지도자로 현역 시절 포지션은 공격수였다.

## 구단 경력
1983년부터 1992년까지 미쓰비시 자동차에서 175경기에 나서 35득점을 넣었다.

## 지도자 경력
은퇴 후에는 우라와 레즈의 코치를 거쳐, 1999년 12월 감독으로 취임하였다. 2005년 일본 U-17 국가대표팀의 감독으로 부임. 2007년 FIFA U-20 월드컵에 출전했다.